# Werkel
Werkel ist ein Stadtteil der Stadt Fritzlar im nordhessischen Schwalm-Eder-Kreis. Heute zählt Werkel etwa 800 Einwohner, von denen ein Teil noch in der aufgrund der fruchtbaren Böden der Fritzlarer Börde sehr ertragreichen Landwirtschaft tätig ist. Offenbar auf die Fruchtbarkeit des Bodens geht der alte Spruch zurück: „Dorla, Werkel, Lohne – Hessenlandes Krone“.

## Geographie und Verkehr
Das noch immer ländlich geprägte Dorf liegt an einem Schlepphang, der von Fritzlar aus in nördlicher Richtung auf den Ederzufluss Ems zu verläuft; die Ems und die sie umgebenden Auen bilden seit jeher die nördliche Bebauungsgrenze des Dorfes; die Kernstadt Fritzlar liegt etwa dreieinhalb Kilometer südwestlich, Gudensberg im Nordosten ist rund sechs Kilometer entfernt. Im Westen und Norden der Gemarkung verläuft die A 49, die das Dorf in einer weiten Kurve umgeht und seit 1975 den Abschnitt der Bundesstraße 3 zwischen Kassel und Borken ersetzt. Deren ehemalige Trasse führt seitdem als Landesstraße 3590 – unter dem Namen Frankfurter Straße – unmittelbar am westlichen Rand des Dorfs vorbei. Die Autobahnanschlussstelle 14 „Fritzlar“ liegt etwa 1 km südwestlich von Werkel an der L 3150.
Von Werkel führt die Kreisstraße K 79 nach Wehren im Nordwesten, die K 78 nach Haddamar im Westen, die K 12 nach Obermöllrich im Süden und die K 8 nach Obervorschütz im Osten.

## Geschichte

### Ortsgeschichte
Archäologische Funde sprechen dafür, dass eine Siedlung in der heutigen Gemarkung von Werkel schon in merowingischer Zeit im 7. Jahrhundert bestand: Am Ostrand des Dorfs wurde ein merowingerzeitliches Kriegergrab entdeckt. Südöstlich von Werkel fanden sich Spuren einer Siedlungsstelle aus der Zeit der Völkerwanderung und späterer Epochen. Ein 1966 aufgefundener Menhir, der „Hilgenstein“, wurde vermutlich im 3. Jahrtausend v. Chr. erstmals als Zentrum in einer rituellen Stätte, aber nicht an seiner späteren Fundstelle, aufgestellt, so dass seine geschichtliche Beziehung zu Werkel unklar ist.
1219 erfolgte die älteste bekannte urkundliche Erwähnung des Orts als Werkele. Der Ort war landgräflich-hessisch, aber verschiedene nordhessische Adlige und auch kirchliche Institutionen hatten zu verschiedenen Zeiten dort Besitz oder Einkünfte, so u. a. das Erzstift Mainz, das Petristift Fritzlar, das Kloster Breitenau, das Hospital und Augustinerinnenkloster Fritzlar, sowie Mitglieder der Geschlechter derer von Holzhausen, von Löwenstein, von Falkenberg, von Linne, von Holzheim, von Dalwigk, von Hertingshausen und von Wildungen.
Mindestens viermal wurde das Dorf im Mittelalter und der frühen Neuzeit weitgehend oder zu großen Teilen zerstört. Am 21. oder 22. Juli 1427 wurde der Ort, wie auch andere Dörfer der Umgebung, während des Mainzisch-Hessischen Kriegs von aus Fritzlar kommenden Truppen des Mainzer Erzbischofs Konrad von Dhaun ausgeplündert und vollständig verwüstet, danach jedoch wieder aufgebaut. Während der Hessen-Paderbornischen Fehde (1464–1471) brannten Paderborner Söldner im Jahre 1466 Werkel, Obermöllrich und Züschen nieder. Auch im Dreißigjährigen Krieg (1618–1648) erlitt das Dorf schwere Verwüstungen. Und im Jahre 1792 wütete eine Feuersbrunst im Ort. Jedes Mal wurde der Ort wieder aufgebaut.
Im Jahr 1702 wurde auf einer inzwischen herrenlosen und im Dreißigjährigen Krieg wüst gewordenen Brandstätte wenige Meter südlich der Kirche ein kleines Haus als Schule errichtet. Gegen Ende des 19. Jahrhunderts war der Schulraum jedoch viel zu klein und ein Neubau wurde an der Steinbinge gebaut. 1895 zog die Schule in das neue Gebäude ein, das in gemischter Bauweise aus Fachwerk und Backstein-Sichtmauerwerk errichtet worden war. Bei einer aufwendigen Sanierung und Modernisierung im Jahr 1959 wurde das inzwischen unansehnlich gewordene Schulhaus (abgesehen von den weiterhin zu sehenden Fachwerkbalken) weiß verputzt und in der Folge liebevoll-spaßhaft „das Weiße Haus“ genannt. 18 Jahre später, nach der Gebietsreform und der nachfolgenden Schulreform, wurde die Schule geschlossen und danach zum Dorfgemeinschaftshaus umgebaut. Am 4. September 1982 wurde es seiner neuen Bestimmung übergeben.
Im Jahre 1906 wurden die ersten Wasserleitungen in örtliche Haushalte verlegt, und 1919 erfolgte der Anschluss des Dorfes an das Elektrizitätsnetz.
Gegen Ende des Zweiten Weltkrieges, am Karsamstag, dem 31. März 1945, wurde Werkel von amerikanischen Truppen zu mehr als 60 Prozent durch Artilleriefeuer, Jagdfliegerbeschuss und anschließende schwere Kampfhandlungen und Brände zerstört, als eine deutsche Kampfgruppe, unterstützt von einigen Panzern des Typs Tiger II der aus Kassel gekommenen 3. Kompanie der schweren Panzer-Abteilung 501, die Spitzen der vorrückenden 6. amerikanischen Panzerdivision in ein Gefecht verwickelte und viele Stunden lang aufhielt. Das ermöglichte den letzten Verteidigern von Fritzlar (Infanterie-Division „Jütland“), sich abzusetzen, und im rückwärtigen Gebiet konnte eine neue Front zur Verteidigung Kassels errichtet werden. Der Kommandeur der deutschen Kampfgruppe, Oberstleutnant Bremm, wurde daraufhin als letzter Soldat der Wehrmacht für die Verleihung der Schwerter des Ritterkreuzes des Eisernen Kreuzes nominiert. Im Ergebnis war Werkel jedoch der einzige Ort weit und breit, der einen so hohen Zerstörungsgrad und so große Opferzahlen infolge der Kriegseinwirkungen zu beklagen hatte. Die genaue Zahl der militärischen Todesopfer ist unbekannt; mindestens 6 Zivilisten verloren ihr Leben, und Hunderte von Tieren verendeten in den Flammen. Auch die Kirche wurde weitgehend zerstört.
Nach dem Krieg entstanden Neubaugebiete in den 1960er Jahren am östlichen Ortsrand, ab 1970 südwestlich auf der sogenannten Steinbinge und am Hilgenstein, in den 1990er Jahren am Jakobsbörnchen und seit 2001 südlich des Dorfes am Ellergarten. Am nördlichen und nordwestlichen Dorfrand blieb die historisch gewachsene Bebauungsgrenze bis heute bestehen. Insgesamt hat sich seit dem Zweiten Weltkrieg die Ortsbebauung flächenmäßig in etwa verdoppelt, obwohl die Einwohnerzahl eher geringfügig gestiegen ist.
Zum 31. Dezember 1971 wurde die bis dahin selbständige Gemeinde Werkel im Zuge der Gebietsreform in Hessen auf freiwilliger Basis in die Stadt Fritzlar eingemeindet. Für Werkel wurde, wie für die übrigen Stadtteile, ein Ortsbezirk mit Ortsbeirat und Ortsvorsteher nach der Hessischen Gemeindeordnung eingerichtet.

### Kirche

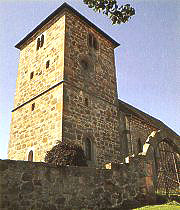
Dorfkirche in Werkel

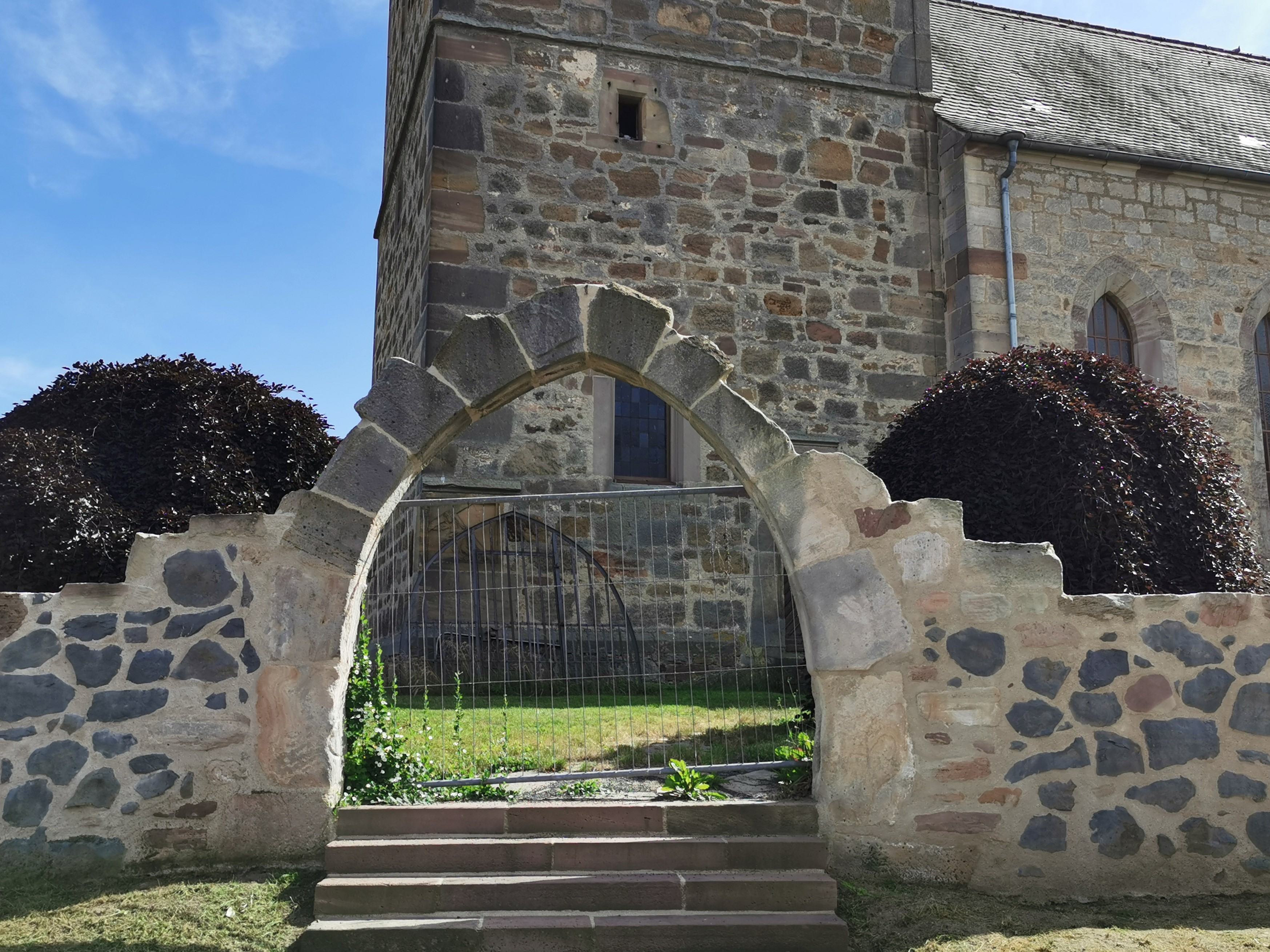
Spitzbogentor an der Kirche von 1508. Deutlich erkennbar ist der farbliche Unterschied zwischen dem historischen Kirchturm und dem nach 1945 wiederaufgebauten Kirchenschiff.

Wann die erste Kirche oder Kapelle in Werkel erbaut wurde, ist nicht bekannt. Urkundlich wird eine „capella in Werckele“ im Jahre 1254 erstmals erwähnt, als der Mainzer Erzbischof Gerhard sie dem Hospital in Fritzlar zuwies. Nach ihrer Zerstörung 1466 durch Paderborner Truppen wurde sie im Jahre 1508 wieder aufgebaut; aus dieser Zeit sind bis heute der 17,5 m hohe Turmschaft und ein Spitzbogentor an der Nordseite der Kirchhofmauer erhalten geblieben. Beim Wiederaufbau nach dem Dreißigjährigen Krieg im Jahre 1708 erhielt der erhalten gebliebene Kirchturm einen 36 m hohen, spitzen Turmhelm, der allerdings schief stand und bis zur Zerstörung im März 1945 das Bild des Dorfes prägte. Im Barock erhielten die Emporen eine Bemalung mit Emblemen nach Vorlage der „Emblemata Sacra“ des Theologen Daniel Cramer, die Texte dazu wurde von dem aus Melsungen stammenden Theologen Conrad Bachmann übersetzt. Mit dem Wiederaufbau der kriegszerstörten Kirche wurde 1951 begonnen, und schon 1953 fanden die Gottesdienste wieder in der Kirche statt. 1971 wurde, nach gründlicher Renovierung des Turms, das Notdach entfernt und ein neuer pyramidenförmiger Helm aufgesetzt, der allerdings nur noch 5 m hoch ist. 1957 erhielt die Kirchengemeinde als Geschenk des Künstlers Hans Gottfried von Stockhausen das 65 cm × 140 cm große Bleiglasfenster Christus der Weltenrichter im Altarraum. Das Werk ist der einzige Schmuck in dem ansonsten schlicht gehaltenen Kirchenraum.
Ebenso wie die Kirche hatte auch ihr zweistimmiges Geläut eine bewegte Geschichte. Die älteste erhaltene Glocke von 1511 schmolz bei der Zerstörung des Turmhelms 1945. Die zweite Glocke war 1827 von dem Kasseler Stückgießer Henschel gegossen worden und galt als musikalisch wertvoll. 1940 wurde sie entfernt und zur Einschmelzung für die Rüstungsindustrie vorgesehen; allerdings überlebte sie den Krieg auf einem sogenannten Glockenfriedhof in Hamburg-Veddel und kehrte 1948 zurück. Als Ersatz für die geschmolzene Glocke erhielt die Kirche 1953 eine ausrangierte Glocke der Kirche in Mosheim aus Eisenhartguss, die von 1921 stammte. Nachdem sie aufgrund von Rissbildungen gegen Ende der 1960er Jahre nicht mehr geläutet werden durfte, wurde sie 1970 durch einen Neuguss der Gießerei Petit & Gebr. Edelbrock in Gescher (Westfalen) ersetzt. Das Geläut erklingt in den Tonlagen f' und b'.

## Bevölkerung
Einwohnerstruktur 2011
Nach den Erhebungen des Zensus 2011 lebten am Stichtag, dem 9. Mai 2011, in Werkel 768 Einwohner. Darunter waren 6 (0,8 %) Ausländer.
Nach dem Lebensalter waren 126 Einwohner unter 18 Jahren, 330 zwischen 18 und 49, 174 zwischen 50 und 64 und 135 Einwohner waren älter.
Die Einwohner lebten in 321 Haushalten. Davon waren 87 Singlehaushalte, 90 Paare ohne Kinder und 111 Paare mit Kindern, sowie 27 Alleinerziehende und 6 Wohngemeinschaften. In 54 Haushalten lebten ausschließlich Senioren und in 222 Haushaltungen lebten keine Senioren.
Einwohnerentwicklung
| Quelle: Historisches Ortslexikon |                                           |
| • 1575/85:                       | 47 Hausgesesse                            |
| • 1639:                          | 24 verheiratete, 6 verwitwete Hausgesesse |
| • 1682:                          | 43 Hausgesesse                            |
| • 1735:                          | 24 verheiratete, 6 verwitwete             |
| • 1742:                          | 42 1⁄2 Häuser                             |
| • 1744:                          | 344 Einwohner                             |
| • 1747:                          | 43 Hausgesesse                            |

| Werkel: Einwohnerzahlen von 1834 bis 2020 | Werkel: Einwohnerzahlen von 1834 bis 2020 | Werkel: Einwohnerzahlen von 1834 bis 2020 | Werkel: Einwohnerzahlen von 1834 bis 2020 | Werkel: Einwohnerzahlen von 1834 bis 2020 |
| --- | ----------------------------------------- | ----------------------------------------- | ----------------------------------------- | ----------------------------------------- |
| Jahr |                                           |                                           |                                           | Einwohner                                 |
| 1834 | 1834                                      |                                           | 524                                       | 524                                       |
| 1840 | 1840                                      |                                           | 572                                       | 572                                       |
| 1846 | 1846                                      |                                           | 599                                       | 599                                       |
| 1852 | 1852                                      |                                           | 594                                       | 594                                       |
| 1858 | 1858                                      |                                           | 532                                       | 532                                       |
| 1864 | 1864                                      |                                           | 529                                       | 529                                       |
| 1871 | 1871                                      |                                           | 500                                       | 500                                       |
| 1875 | 1875                                      |                                           | 478                                       | 478                                       |
| 1885 | 1885                                      |                                           | 500                                       | 500                                       |
| 1895 | 1895                                      |                                           | 460                                       | 460                                       |
| 1905 | 1905                                      |                                           | 454                                       | 454                                       |
| 1910 | 1910                                      |                                           | 449                                       | 449                                       |
| 1925 | 1925                                      |                                           | 524                                       | 524                                       |
| 1939 | 1939                                      |                                           | 518                                       | 518                                       |
| 1946 | 1946                                      |                                           | 721                                       | 721                                       |
| 1950 | 1950                                      |                                           | 701                                       | 701                                       |
| 1956 | 1956                                      |                                           | 617                                       | 617                                       |
| 1961 | 1961                                      |                                           | 608                                       | 608                                       |
| 1967 | 1967                                      |                                           | 624                                       | 624                                       |
| 1980 | 1980                                      |                                           | ?                                         | ?                                         |
| 1990 | 1990                                      |                                           | ?                                         | ?                                         |
| 2000 | 2000                                      |                                           | ?                                         | ?                                         |
| 2011 | 2011                                      |                                           | 768                                       | 768                                       |
| 2015 | 2015                                      |                                           | 803                                       | 803                                       |
| 2020 | 2020                                      |                                           | 808                                       | 808                                       |
| Datenquelle: Historisches Gemeindeverzeichnis für Hessen: Die Bevölkerung der Gemeinden 1834 bis 1967. Wiesbaden: Hessisches Statistisches Landesamt, 1968. Weitere Quellen: LAGIS; Stadt Fritzlar; Zensus 2011 |                                           |                                           |                                           |                                           |

Historische Religionszugehörigkeit
| Quelle: Historisches Ortslexikon |                                                                     |
| • 1861:                          | alle Einwohner evangelisch, außer einem Katholiken                  |
| • 1885:                          | 499 evangelische (= 99,80 %), ein katholischer (= 0,20 %) Einwohner |
| • 1961:                          | 542 evangelische (= 89,59 %), 53 katholische (= 7,76 %) Einwohner   |

Historische Erwerbstätigkeit
| • 1961 | Erwerbspersonen: 165 Land- und Forstwirtschaft, 89 Produzierendes Gewerbe, 26 Handel und Verkehr, 33 Dienstleistungen und Sonstiges |

## Politik
Der Ortsbeirat besteht aus sieben Mitgliedern. Bei den Kommunalwahlen in Hessen 2021 betrug die Wahlbeteiligung zum Ortsbeirat Werkel 63,38 %. Alle derzeitigen Mitglieder gehörten der Liste „Wir für Werkel“ an. Der Ortsbeirat wählte Alfred Klinge zum Ortsvorsteher.

## Sehenswürdigkeiten
- Stockhausens Glasfenster „Christus der Weltenrichter“ in der Wehrkirche
- Der Hilgenstein, ein Menhir am südwestlichen Ortsrand
- Sühnekreuz aus rotem Sandstein an der Landesstraße 3950 (ehemalige B 3) (GPS: N 51° 9,170' O 9° 18,063'), vermutlich zur Erinnerung an eine mittelalterliche Mordtat (GPS: N 51° 9,170' O 9° 18,063')[17]

## Persönlichkeiten
- Elke Leonhard (* 1949 in Werkel; † 2025), deutsche Politikerin (SPD) und Publizistin